# Алкали
Алкали(и)те са субстанции, които образуват алкални разтвори с вода (основи или луги). Името произлиза от арабското القلوي‎ al-qaly (пепел, напр. поташ, който още от древността е използван за направата на сапун).
Към тази нееднозначно дефинирана група вещества се числят най-вече оксидите и хидроксидите на алкалните и алкалоземните метали.
Терминът може да се ползва и като синоним на основа (на Арениус).
Някои типични свойства на алкалиите са:
- разтворимост във вода
- разяждащо, корозивно действие
- способност да поемат въглероден диоксид от въздуха (напр. натриева основа)
- реакция с киселини, при което се получава съответната сол
- образуване на сапуни със съответните мастни киселини (осапунване)
- оцветяват лакмуса в синьо, фенолфталеина в розово
- образуват хидроксидни йони в разтвор

Някои примери:
- Натриев хидроксид (сода каустик)
- Калиев хидроксид
- Калциев хидроксид (гасена вар)
- Калциев оксид (негасена вар)